# Tercillat
Tercillat est une commune française située dans le département de la Creuse, en région Nouvelle-Aquitaine.

## Géographie
| Sazeray Indre | Vigoulant Indre | Vijon Indre |
| La Cellette   | Tercillat       | Nouzerines  |
|               | Bétête          |             |

### Climat
Pour des articles plus généraux, voir Climat de la Nouvelle-Aquitaine et Climat de la Creuse.
Historiquement, la commune est exposée à un climat océanique limousin.  
En 2020, Météo-France publie une typologie des climats de la France métropolitaine dans laquelle la commune est dans une zone de transition entre le climat océanique altéré et le climat de montagne et est dans la région climatique  Ouest et nord-ouest du Massif Central, caractérisée par une pluviométrie annuelle de 900 à 1 500 mm, maximale en automne et en hiver.
Pour la période 1971-2000, la température annuelle moyenne est de 10,5 °C, avec  une amplitude thermique annuelle de 15,3 °C. Le cumul annuel moyen de précipitations est de 947 mm, avec 12,7 jours de précipitations en janvier et 8,1 jours en juillet. Pour la période 1991-2020, la température moyenne annuelle observée sur la station météorologique la plus proche, située sur la commune de Genouillac à 7,9 km à vol d'oiseau, est de 0,0 °C et le cumul annuel moyen de précipitations est de 0,0 mm,. Pour l'avenir, les paramètres climatiques de la commune estimés pour 2050 selon différents scénarios d’émission de gaz à effet de serre sont consultables sur un site dédié publié par Météo-France en novembre 2022.

## Urbanisme

### Typologie
Au 1er janvier 2024, Tercillat est catégorisée commune rurale à habitat très dispersé, selon la nouvelle grille communale de densité à 7 niveaux définie par l'Insee en 2022.
Elle est située hors unité urbaine et hors attraction des villes,.

### Occupation des sols
L'occupation des sols de la commune, telle qu'elle ressort de la base de données européenne d’occupation biophysique des sols Corine Land Cover (CLC), est marquée par l'importance des territoires agricoles (92 % en 2018), une proportion sensiblement équivalente à celle de 1990 (91,8 %). La répartition détaillée en 2018 est la suivante : 
prairies (53,7 %), terres arables (30,9 %), forêts (8 %), zones agricoles hétérogènes (7,4 %). L'évolution de l’occupation des sols de la commune et de ses infrastructures peut être observée sur les différentes représentations cartographiques du territoire : la carte de Cassini (XVIIIe siècle), la carte d'état-major (1820-1866) et les cartes ou photos aériennes de l'IGN pour la période actuelle (1950 à aujourd'hui).

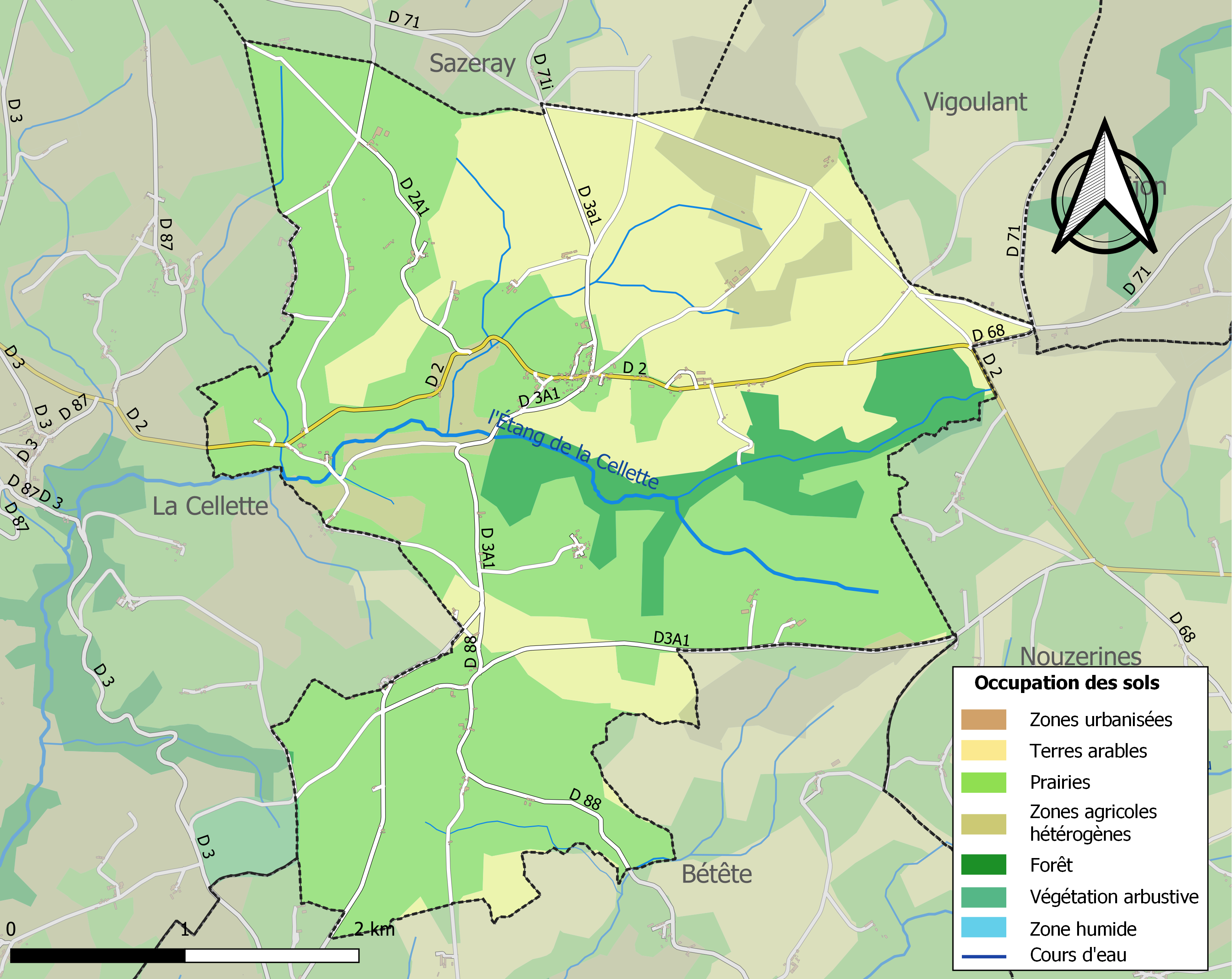
Carte des infrastructures et de l'occupation des sols de la commune en 2018 (CLC).

### Risques majeurs
Le territoire de la commune de Tercillat est vulnérable à différents aléas naturels : météorologiques (tempête, orage, neige, grand froid, canicule ou sécheresse) et séisme (sismicité faible). Il est également exposé à un risque particulier : le risque de radon. Un site publié par le BRGM permet d'évaluer simplement et rapidement les risques d'un bien localisé soit par son adresse soit par le numéro de sa parcelle.

#### Risques naturels

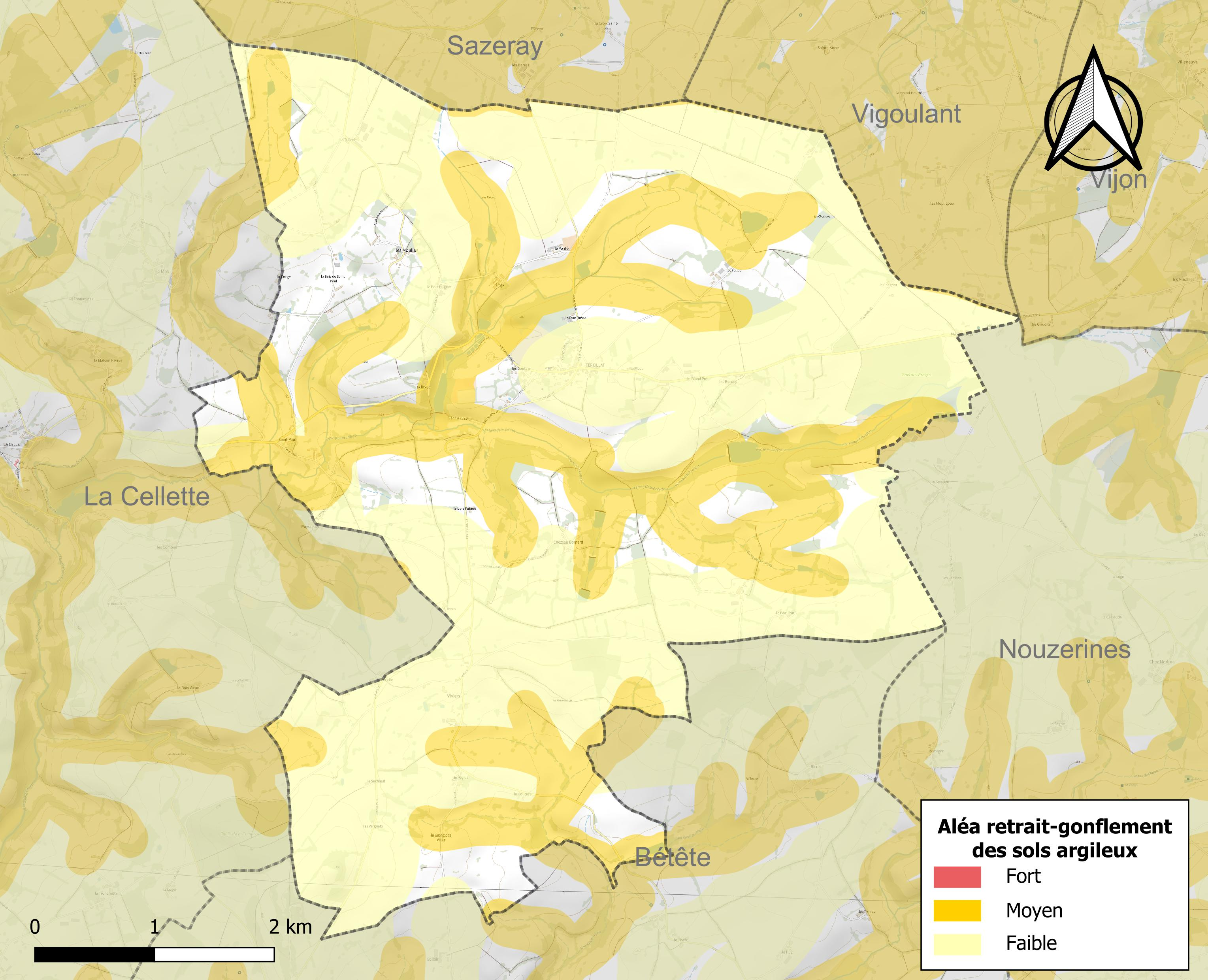
Carte des zones d'aléa retrait-gonflement des sols argileux de Tercillat.

Le retrait-gonflement des sols argileux est susceptible d'engendrer des dommages importants aux bâtiments en cas d’alternance de périodes de sécheresse et de pluie. 33 % de la superficie communale est en aléa moyen ou fort (33,6 % au niveau départemental et 48,5 % au niveau national). Sur les 161 bâtiments dénombrés sur la commune en 2019,  19 sont en aléa moyen ou fort, soit 12 %, à comparer aux 25 % au niveau départemental et 54 % au niveau national. Une cartographie de l'exposition du territoire national au retrait gonflement des sols argileux est disponible sur le site du BRGM,.
Par ailleurs, afin de mieux appréhender le risque d’affaissement de terrain, l'inventaire national des cavités souterraines permet de localiser celles situées sur la commune.
La commune a été reconnue en état de catastrophe naturelle au titre des dommages causés par les inondations et coulées de boue survenues en 1982 et 1999. Concernant les mouvements de terrains, la commune a été reconnue en état de catastrophe naturelle au titre des dommages causés par la sécheresse en 2019 et par des mouvements de terrain en 1999.

#### Risque particulier
Dans plusieurs parties du territoire national, le radon, accumulé dans certains logements ou autres locaux, peut constituer une source significative d’exposition de la population aux rayonnements ionisants. Certaines communes du département sont concernées par le risque radon à un niveau plus ou moins élevé. Selon la classification de 2018, la commune de Tercillat est classée en zone 2, à savoir zone à potentiel radon faible mais sur lesquelles des facteurs géologiques particuliers peuvent faciliter le transfert du radon vers les bâtiments.

## Toponymie
Durant la Révolution, la commune, alors nommée Tercillac-et-Saint-Paul porte, à compter de pluviôse an II, le nom de Tercillac-Lepeletier (en hommage à Lepeletier de Saint-Fargeau) puis celui de Tercillac.
C'est à partir de l'an VIII (soit septembre 1799) que le nom de Tercillat est utilisé.
Le nom de la commune est Tercilhac en occitan (dialecte marchois).
Ses habitants sont appelés les Tercillatois.

## Histoire

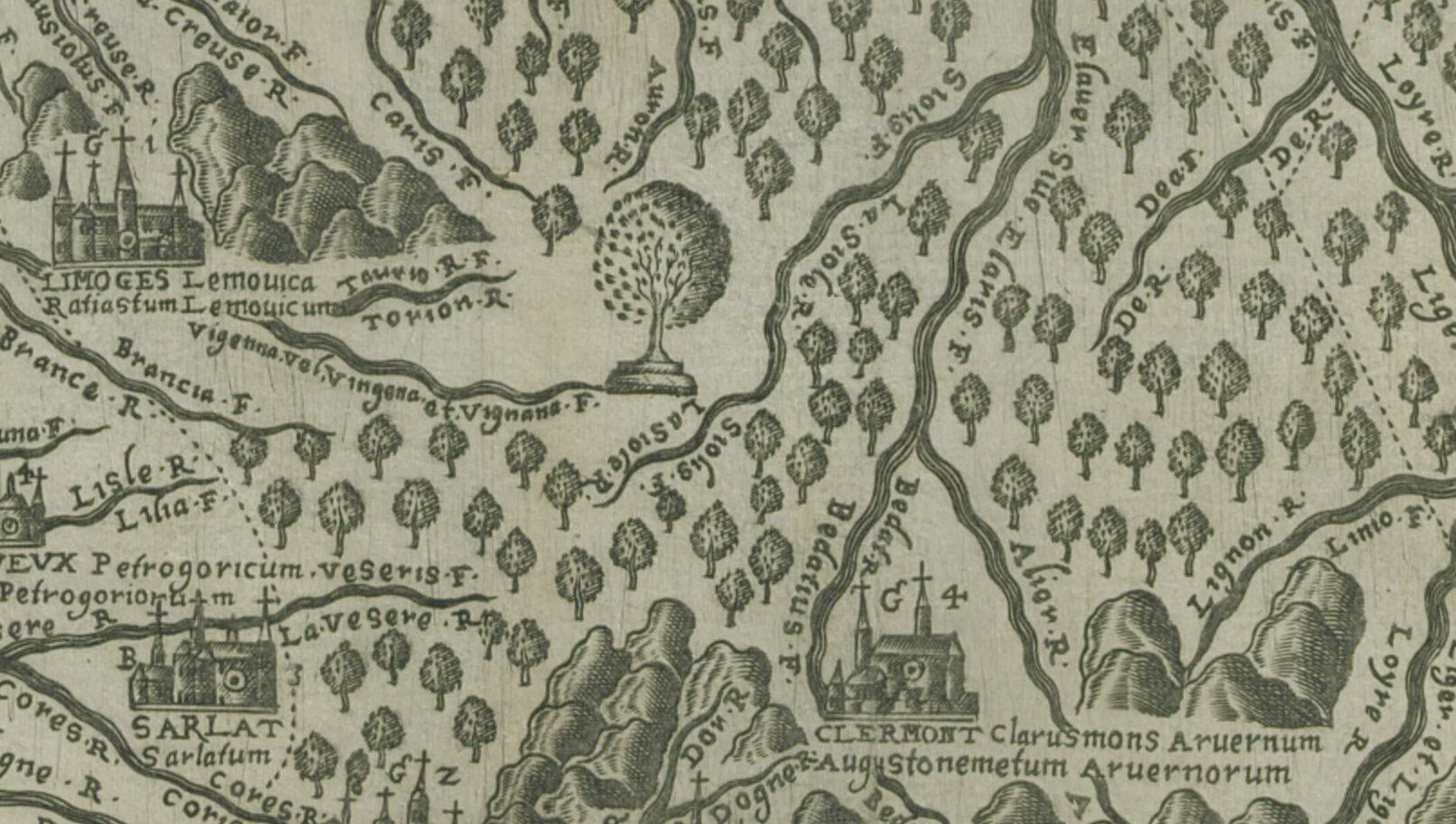
Détail de la Carte ecclésiastique contenant la description des archeveschés et éveschés du royaume de France et principaultés adjacentes appartenants à l'église gallicane, avec l’arbre au centre de la France.

L'écrivain anglais Graham Robb, en 2022, identifie le hameau de Saint-Paul, précisément à côté de la chapelle Saint-Paul, comme le lieu où se situait un orme, dans la seconde moitié du XVIe siècle et la première moitié du XVIIe siècle sur certaines cartes de France, avec la mention « cet arbre touche les frontières de quatre provinces adjacentes », c'est-à-dire l'Auvergne, le Berry, le Bourbonnais et le Limousin. Au XVIIIe siècle, Tercillat est rattaché au Berry, à l'intendance de Bourges et à l'élection d'Issoudun.
Lors de la Révolution, Tercillat fait partie du canton de Genouillac puis à partir de 1801, du canton de Châtelus. Elle fusionne avec l'éphémère commune de Saint-Paul en 1794 puis avec Viviers en 1833

## Politique et administration
| Période                                  | Période  | Identité                      | Étiquette | Qualité   |
| ---------------------------------------- | -------- | ----------------------------- | --------- | --------- |
| Les données manquantes sont à compléter. |          |                               |           |           |
| ca 1843                                  |          | Claude Amable de Beaufranchet |           |           |
| Les données manquantes sont à compléter. |          |                               |           |           |
|                                          |          | M. Rozier                     |           |           |
|                                          |          | Mme Alalinarde                |           |           |
| Les données manquantes sont à compléter. |          |                               |           |           |
| 2001                                     | 2008     | Raymond Desjobert             |           |           |
| 2008                                     | En cours | Colette Streicher-Trigoust    | PS        | Retraitée |

## Population et société

### Démographie
L'évolution du nombre d'habitants est connue à travers les recensements de la population effectués dans la commune depuis 1793. Pour les communes de moins de 10 000 habitants, une enquête de recensement portant sur toute la population est réalisée tous les cinq ans, les populations de référence des années intermédiaires étant quant à elles estimées par interpolation ou extrapolation. Pour la commune, le premier recensement exhaustif entrant dans le cadre du nouveau dispositif a été réalisé en 2008.

En 2022, la commune comptait 154 habitants, en évolution de −3,14 % par rapport à 2016 (Creuse : −3,32 %, France hors Mayotte : +2,11 %).
| 1793 | 1800 | 1806 | 1821 | 1831 | 1836 | 1841 | 1846 | 1851 |
| ---- | ---- | ---- | ---- | ---- | ---- | ---- | ---- | ---- |
| 367  | 321  | 378  | 413  | 431  | 526  | 579  | 581  | 565  |

| 1856 | 1861 | 1866 | 1872 | 1876 | 1881 | 1886 | 1891 | 1896 |
| ---- | ---- | ---- | ---- | ---- | ---- | ---- | ---- | ---- |
| 539  | 506  | 488  | 554  | 507  | 548  | 558  | 594  | 608  |

| 1901 | 1906 | 1911 | 1921 | 1926 | 1931 | 1936 | 1946 | 1954 |
| ---- | ---- | ---- | ---- | ---- | ---- | ---- | ---- | ---- |
| 564  | 566  | 573  | 530  | 509  | 503  | 436  | 439  | 393  |

| 1962 | 1968 | 1975 | 1982 | 1990 | 1999 | 2006 | 2008 | 2013 |
| ---- | ---- | ---- | ---- | ---- | ---- | ---- | ---- | ---- |
| 376  | 322  | 279  | 225  | 206  | 200  | 178  | 172  | 159  |

| 2018 | 2022 | - | - | - | - | - | - | - |
| ---- | ---- | - | - | - | - | - | - | - |
| 158  | 154  | - | - | - | - | - | - | - |

### Enseignement
La commune dépend du RPI (regroupement pédagogique intercommunal) : Sazeray (Indre) - Vijon (Indre) - Vigoulant (Indre) - Tercillat.

## Culture locale et patrimoine

### Lieux et monuments
- Église Saint-Sulpice

- Le château féodal, sur la place de l'Église, dépendait des seigneurs de Sainte-Sévère-sur-Indre et de la très riche abbaye de Déols près de Châteauroux (actuel département de l'Indre). À l'époque médiévale, Tercillat était une ville de 6 000 à 7 000 habitants[réf. nécessaire]. Au lieu-dit Viviers, ce château, commanderie des Templiers puis de l'Ordre de Malte, se composait de bâtiments conventuels — écurie, four, basse-cour, une enceinte fortifiée, des tours, des fossés noyés, un pont-levis, un logis de commandeur, une chapelle — flanqués de douves et de donjons ; il fut détruit à la Révolution et il n'en reste plus qu'une tour tronquée. Les terres du château devinrent, pour plus de 2 000 hectares, berrichonnes, et 500 m2 restèrent creusoises.
L'actuel château du Puy fut construit au XVIIIe siècle avec les pierres de ce château féodal, se trouve à une altitude de 407 mètres et est, avec ses 12 hectares de bois et ruisseaux, le lieu d'une entreprise artisanale et familiale de spectacles.